# Richard Guérineau

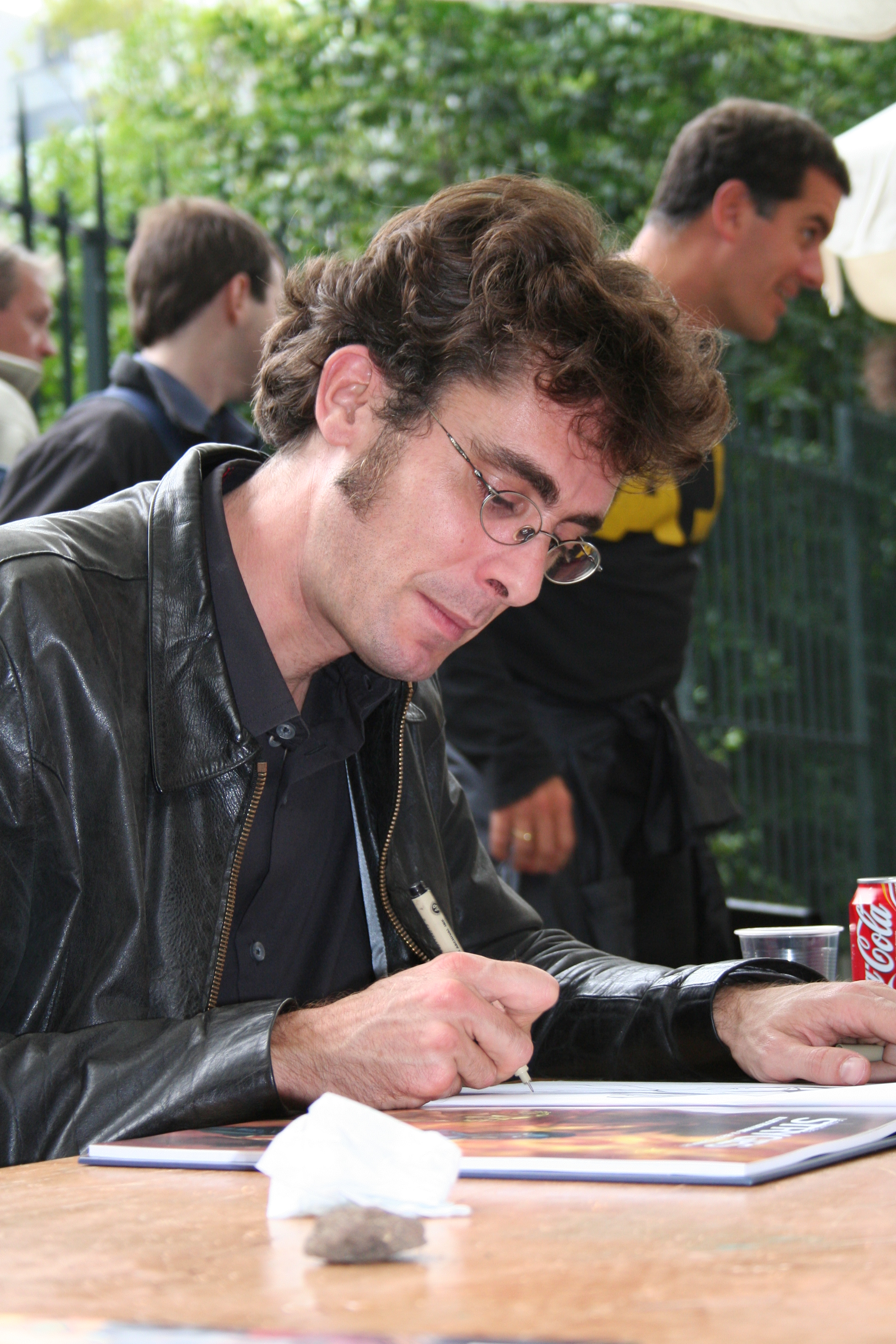
Richard Guérineau (2006)

Richard Guérineau (* 18. November 1969 in La Roche-sur-Yon) ist ein französischer Comiczeichner.

## Leben
Guérineau wurde 1969 in La Roche-sur-Yon geboren. Er hat ein wissenschaftliches Studium absolviert. Seit 1991 arbeitet er mit dem Szenaristen Corbeyran zusammen.
Seine Comic-Adaption des Romans Charly 9 von Jean Teulé wurde für den Preis Bestes Comicalbum 2014 auf dem Festival International de la Bande Dessinée d’Angoulême nominiert.
Guérineau lebt im Département Gironde.

## Werke (Auswahl)
- 1994–1997: L’As de pique, mit Corbeyran, drei Bände
- 1997–2018: Der Gesang der Strygen, mit Corbeyran, achtzehn Bände, auf Deutsch erschienen bei Bunte Dimensionen
- 2008: Après la nuit, mit Henri Meunier, ein Band
- 2010: Le Casse, mit Henri Meunier, ein Band
- 2012: XIII Mystery: Band 5 – Steve Rowland, mit Fabien Nury
- 2013: Charly 9, Adaption nach Jean Teulé, auf Deutsch erschienen im Splitter-Verlag
- 2017: Les Zombies - La Vie au-delà de la mort, Text: Philippe Charlier [La Petite Bédéthèque des Savoirs #19]
- 2019: Entrez dans la danse; nach Jean Teulé
- 2019: Seul le silence; Text: Fabrice Colin, nach R. J. Ellory; dt. Nur noch Stille; All Verlag 2022
- 2023– : L'Ombre des lumières; Text: Alain Ayroles; 2 von 3 Bänden; dt. Der Schatten der Aufklärung, Splitter 2024–